# Polícia Financeira (Áustria)
A Polícia Financeira (em alemão:  Finanzpolizei) é uma força policial civil austríaca sob a autoridade do Ministério das Finanças austríaco. Foi fundada em 2013 após a dissolução da Zollwache (guarda aduaneira) em 2005.

## História
Em outubro de 1830, a organização predecessora foi fundada. Durante sua existência, a organização teve diferentes denominações como Gränzwache (Guarda de Fronteira), Finanzwache (Guarda Financeira) e até sua liquidação em maio de 2004, Zollwache (Guarda Aduaneira). A Guardia di Finanza italiana tem suas raízes na Finanzwache austríaca. A liquidação foi conduzida, devido ao fato de que todos os estados vizinhos se tornaram membros da União Europeia ou parte da Área Econômica Europeia e da Área Schengen.

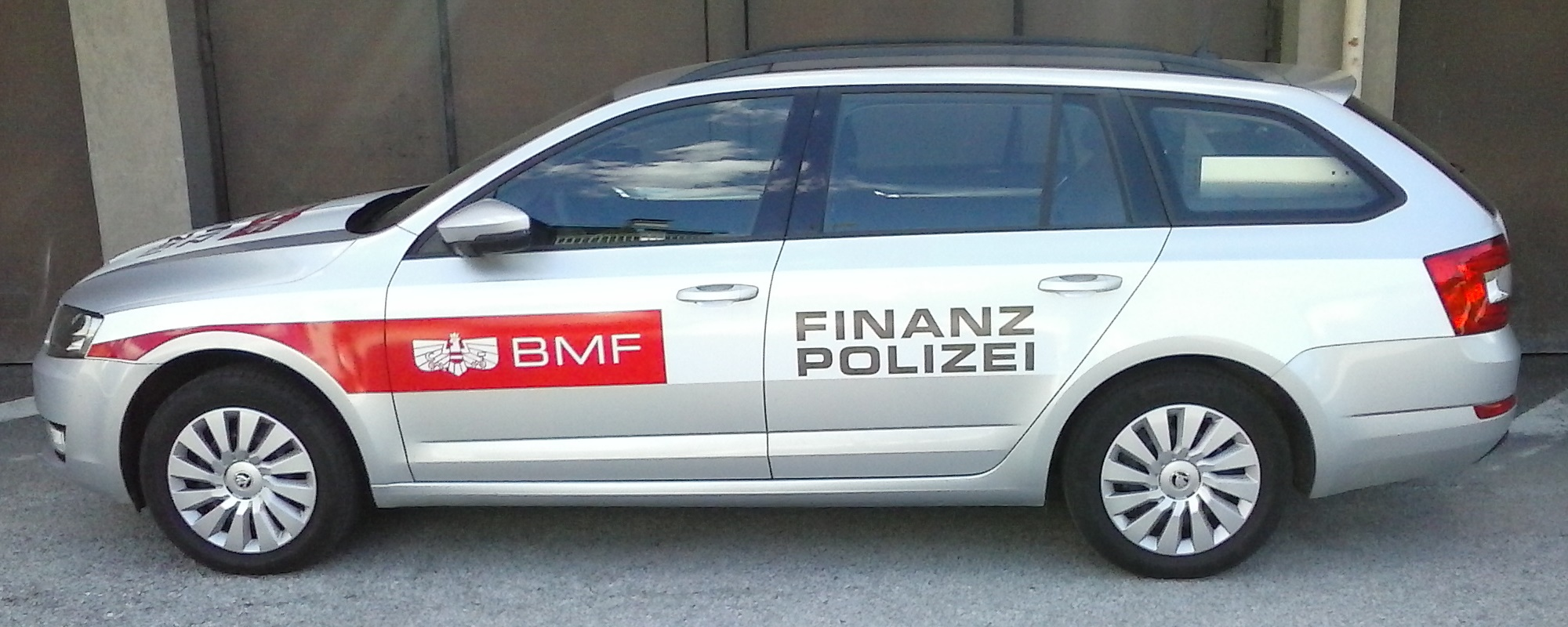
Veículo da Polícia Financeira

Em 1º de julho de 2013, a Polícia Financeira foi fundada como uma organização uniformizada de aplicação da lei para combater fraude fiscal, fraude social, jogo ilegal, violação de direitos trabalhistas e regulamentações de emprego. Diferentemente da organização predecessora dos guardas alfandegários, a polícia financeira é desarmada.